# 徐永寧
徐永寧（？—1504年），明朝軍事將領、定國公。徐顯忠子。

## 生平
景泰六年三月乙亥（1455年4月16日），襲定國公爵，祿二千五百石。成化二年因誤毀制書而连坐，闲置不用。弘治十七年正月（1504年）去世。有孙徐世英娶袁彬第四女。